# Mr. Destiny
Mr. Destiny è un film statunitense del 1990 diretto da James Orr.

## Trama
È il giorno del 35º compleanno di Larry Burrows, la cui vita consiste in una serie di tragicomiche disavventure. Larry è convinto che i propri guai derivino da un suo errore commesso durante la finale del campionato di baseball ai tempi del college; Larry infatti, non colpendo la palla, fece perdere il torneo alla sua squadra.
Nel corso degli anni Larry continua a rimuginare su come sarebbe stata la sua vita se durante quella partita le cose fossero andate diversamente. Il suo desiderio viene realizzato da Mike, che Larry conosce dapprima nelle vesti di barista. Grazie al "cocktail dei desideri" ideato da Mike, Larry si ritrova catapultato in una realtà alternativa, nella quale ha segnato il punto decisivo in quella fatidica partita, facendo vincere la sua squadra e modificando in maniera significativa il suo futuro.
L'uomo scopre così che in questa "nuova vita" è un ricchissimo e potente dirigente, poiché è sposato con la bellissima figlia del proprietario dell'azienda per cui ha sempre lavorato. Le cose appaiono perfette, fino al momento in cui Larry non scopre che in questa realtà alternativa il suo migliore amico Clip sembra non riconoscerlo, sua moglie Ellen è sposata con un altro uomo e inoltre la sua posizione gli ha creato diversi nemici, che rendono ben presto la sua vita un inferno.
Larry si ritrova così a fuggire dalla polizia dopo essere stato accusato erroneamente di omicidio, fin quando non ritrova il bar di Mike che però appare deserto. Dopo un primo tentativo andato male, Larry riesce a ricreare il "cocktail dei desideri" che trasforma nuovamente il mondo intorno a lui, riportandolo alla realtà da cui proviene.